# AGM-86
AGM-86 ALCM (аббр. от Air Launched Cruise Missile, с англ. — «крылатая ракета воздушного пуска», произносится «Эй-эл-си-эм») — американская крылатая ракета класса «воздух — земля», разработана корпорацией «Боинг» (Сиэтл, Вашингтон) совместно с рядом ассоциированных субподрядчиков, ключевым из которых на современном этапе выступает E-Spectrum Technologies (Сан-Антонио, Техас). Параллельно шла разработка родственного проекта крылатой ракеты воздушного и морского базирования SLCM (более известной под своим словесным названием «Томагавк») для вооружения подводных лодок флота, имеющего сходную систему наведения, двигатель и боевую часть. Кроме того, несколько позже стартовала программа создания крылатых ракет сухопутного базирования GLCM (впоследствии известная как «Грифон») для размещения в пунктах базирования ВС США в Великобритании и Италии. Поскольку проекты были родственными по целому ряду параметров, экс-заместитель начальника сектора разработки стратегических и космических систем Министерства обороны США Бенджамин Плаймэл называл их тремя «кузинами».

## Предыстория
Из соображений предотвращения упреждающего ядерного удара СССР, ядерная доктрина США в части касающейся ВВС предусматривала на перспективу:
1. сокращение количества средств-носителей на земле в более высокой степени боевой готовности при меньшем количестве авиабаз,
2. разработку специально оборудованного самолёта-носителя
3. высокую степень живучести сил и средств ядерного сдерживания[4].

Проект ALCM имел три самостоятельные направления работ по дальности полёта — лёгкую оперативно-тактическую дальностью 1125 км (700 миль), тяжёлую (2700 км) и сверхтяжёлую (более  3200 км) стратегические крылатые ракеты. Впоследствии, выбор авиационного командования пал на промежуточный вариант и проекты лёгкой и сверхтяжёлой ракет были свёрнуты.

## Разработка
В январе 1977 года, после разработки и испытаний AGM-86A, до начала стадии испытаний и опытно-конструкторских работ над AGM-86B, тактико-техническое задание было скорректировано заказчиком и требуемая дальность полёта ракеты с 1204 км была увеличена в 21⁄3 раза — до 2778 км, что в свою очередь означало существенное увеличение полётной массы ракеты (в два раза по сравнению с исходной моделью). По сути, программа НИОКР была направлена на разработку корпуса и аэродинамических элементов тяжеловесной ракеты в то время как система наведения уже имелась в наличии, что было нетипичным в практике разработки американского ракетного вооружения.
Первый пуск AGM-86B был произведён 3 августа 1979 года и закончился аварией. Тем не менее, «Боинг» активизировала программу испытаний, проведя десять пусков с переменным успехом в течение полгода.
В марте 1980 года «Боинг» была назначена безальтернативным поставщиком (проекты такого рода могут иметь двух-трёх независимых друг от друга поставщиков). Всего программа разработки AGM-86B от получения контракта на проведение ОКР и испытаний до первого пуска управляемого опытного прототипа продлилась 18 месяцев.
В августе 1981 ракеты AGM были приняты на вооружение ВВС, в качестве штатных носителей применяются стратегические бомбардировщики B-52G/H. Программа лётных испытаний была рекордно короткой для стратегических крылатых ракет — всего было осуществлено 21(+2) пусков ракет, что было рекордно мало в сравнении с другими КР (опытных пусков её флотского аналога «Томагавк» было произведено в четыре раза больше — 89).

## Испытания
В ходе испытаний, в целях экономии средств, применялась система подхвата ракеты в воздухе MARS (Mid-Air Recovery System), которая размещалась в головной части ракеты и срабатывала по команде с вертолёта обеспечения испытаний, при приближении к последнему, что позволяло на лету подобрать ракету на конечном участке траектории её полёта в целости и сохранности, чтобы использовать для повторных испытаний. После принятия решения о запуске ракеты в серийное производство, начались опытные пуски предсерийных образцов ракет компании-разработчика — «Боинг» и альтернативного поставщика — «Дженерал дайнемикс», изготовившего несколько ракет «Томагавк» воздушного базирования для совместных испытаний. По итогам испытаний предпочтение было отдано прототипам «Боинг».
| Перечень пусков по программе лётных испытаний | Перечень пусков по программе лётных испытаний | Перечень пусков по программе лётных испытаний | Перечень пусков по программе лётных испытаний | Перечень пусков по программе лётных испытаний | Перечень пусков по программе лётных испытаний |
| № | дата                                          | № л.а.                                        | время полёта                                  | краткое описание полёта | результат                                     |
| AGM-86A | AGM-86A                                       | AGM-86A                                       | AGM-86A                                       | AGM-86A | AGM-86A                                       |
| --- | --------------------------------------------- | --------------------------------------------- | --------------------------------------------- | --- | --------------------------------------------- |
| 1 | 5 марта 1976                                  | —                                             | 10                                            | первый пуск, неуправляемый полёт на высоте 15 000 футов (4600 м), при маршевой скорости 803 км/ч (M=0,65) | успешный                                      |
| 2 | 18 мая 1976                                   | —                                             | н/д                                           | неуправляемый полёт на высоте 25 000 футов (7600 м), при маршевой скорости 951 км/ч (M=0,77) | успешный                                      |
| 3 | 22 июня 1976                                  | —                                             | н/д                                           | неуправляемый полёт на высоте 30 000 футов (9100 м), при маршевой скорости 1037 км/ч (M=0,84) | успешный                                      |
| 4 | 9 сентября 1976                               | —                                             | 31                                            | первый управляемый полёт с аппаратурой TERCOM (4 набора карт) на высоте 20 000 футов (6100 м), при маршевой скорости 1037 км/ч (M=0,84) | успешный                                      |
| 5 | 14 октября 1976                               | —                                             | 8                                             | в полёте произошёл отказ инерциальной навигационной системы, ракета потеряла управляемость и разбилась | аварийный                                     |
| 6 | 30 ноября 1976                                | —                                             | 75                                            | в полёте произошло троекратное прекращение/возобновление горения в камере сгорания двигателя (после третьего затухания горение прекратилось окончательно), двигатель вышел из строя, ракета разбилась                                                                                               | аварийный                                     |
| AGM-86B |                                               |                                               |                                               | |                                               |
| 1 | 3 августа 1979                                | FTM-1                                         | 44                                            | первый пуск, ракета заложила слишком крутой вираж, превысив максимально допустимый угол атаки, потеряла управляемость и разбилась | аварийный                                     |
| 2 | 6 сентября 1979                               | FTM-2                                         | 249                                           | ракета успешно подобрана на излёте в воздухе вертолётом обеспечения испытаний | успешный                                      |
| 3 | 25 сентября 1979                              | FTM-3                                         | 269                                           | ракета на излёте пролетела мимо вертолёта обеспечения испытаний и разбилась | успешный                                      |
| 4 | 9 октября 1979                                | FTM-6                                         | 107                                           | полёт прекращён из-за сбоя контрольно-проверочной аппаратуры | аварийный                                     |
| 5 | 21 ноября 1979                                | FTM-7                                         | 158                                           | пуск с вращающегося пускового устройства, в полёте произошёл отказ двигателя, ракета разбилась | аварийный                                     |
| 6 | 29 ноября 1979                                | FTM-10                                        | 265                                           | первый пуск на сверхмалой высоте с вращающегося пускового устройства | успешный                                      |
| 7 | 4 декабря 1979                                | FTM-9                                         | 261                                           | | успешный                                      |
| 8 | 18 декабря 1979                               | FTM-4                                         | 271                                           | | успешный                                      |
| 9 | 5 января 1980                                 | FTM-12                                        | 269                                           | первый пуск по программе Стратегического командования ВВС США | успешный                                      |
| 10 | 22 января 1980                                | FTM-5                                         | 19                                            | первый высотный пуск с вращающегося пускового устройства, в полёте произошёл отказ программно-аппаратного комплекса инерциальной навигационной системы, ракета потеряла управляемость и разбилась                                                                                                   | аварийный                                     |
| 11 | 12 июня 1980                                  | FTM-45                                        | 246                                           | пуск с вращающегося пускового устройства | успешный                                      |
| 12 | 22 июля 1980                                  | FTM-13                                        | 205                                           | в полёте произошёл критический перепад давления масла в системе гидравлики двигателя, ракета разбилась | аварийный                                     |
| 13 | 21 августа 1980                               | FTM-8                                         | 64                                            | в полёте произошло сквозное прогорание турбины из-за отложения на стенках высококоррозийных углеродистых продуктов нагара, двигатель вышел из строя, ракета разбилась | аварийный                                     |
| 14 | 23 октября 1980                               | AV-1                                          | 213                                           | высотный пуск, первый пуск серийного образца | успешный                                      |
| 15 | 12 ноября 1980                                | FTM-14                                        | 210                                           | | успешный                                      |
| 16 | 20 ноября 1980                                | FTM-9R1                                       | —                                             | низковысотный пуск над поверхностью океана, во время пуска имело место нераскрытие крыльев и рулевых поверхностей, вслед за тем полный отказ всех систем ракеты, — ракета после отцепки просто упала в воду, причина аварии не установлена, предположительно человеческий фактор — ошибка персонала | аварийный                                     |
| 17 | 19 февраля 1981                               | AV-2                                          | 34                                            | в полёте произошло преждевременное прекращение горения в камере сгорания двигателя в результате отказа системы контроля подачи топлива, ракета разбилась, причина аварии не установлена | аварийный                                     |
| 18 | 25 марта 1981                                 | FTM-14R1                                      | 232                                           | первый пуск образца с серийным двигателем, в полёте произошёл отказ телеметрической аппаратуры, но ракета была успешно подобрана на излёте в воздухе вертолётом обеспечения испытаний | частично аварийный                            |
| 19 | 16 апреля 1981                                | AV-10                                         | 241                                           | | успешный                                      |
| 20 | 24 апреля 1981                                | FTM-10R1                                      | 249                                           | первый пуск с двигателем, работающим на топливе марки JP-10 | успешный                                      |
| 21 | 30 апреля 1981                                | FTM-12R1                                      | 245                                           | последний пуск по программе лётных испытаний | успешный                                      |
| 22 | 25 июля 1981                                  | AV-9                                          | 259                                           | первый пуск по цели, координаты которой получены радиолокационными средствами целевой аппаратуры бортового радиоэлектронного оборудования | успешный                                      |
| 23 | 13 сентября 1981                              | FTM-12R2                                      | 252                                           | ракета успешно подобрана на излёте в воздухе вертолётом обеспечения испытаний | успешный                                      |
| Источники информации |                                               |                                               |                                               | |                                               |
| - Werrell, Kenneth P. The Evolution of the Cruise Missile. — Maxwell Air Force Base, Alabama: Air University Press, 1985. — P. 271—272 — 289 p. - ALCM Flyoff Test: Statement of Lt. Gen. Kelly H. Burke, USAF, Deputy Chief of Staff for R.D. & A., U.S. Air Force. / Department of Defense Authorization for Appropriations for Fiscal Year 1982 : Hearings before the Committee on Armed Services, United States Senate, 97th Congress, 1st Session, March 11, 1981. — Washington, D.C.: U.S. Government Printing Office, 1981. — Pt. 7 — P. 4291-4292 — 4385 p. |                                               |                                               |                                               | |                                               |

## Производство

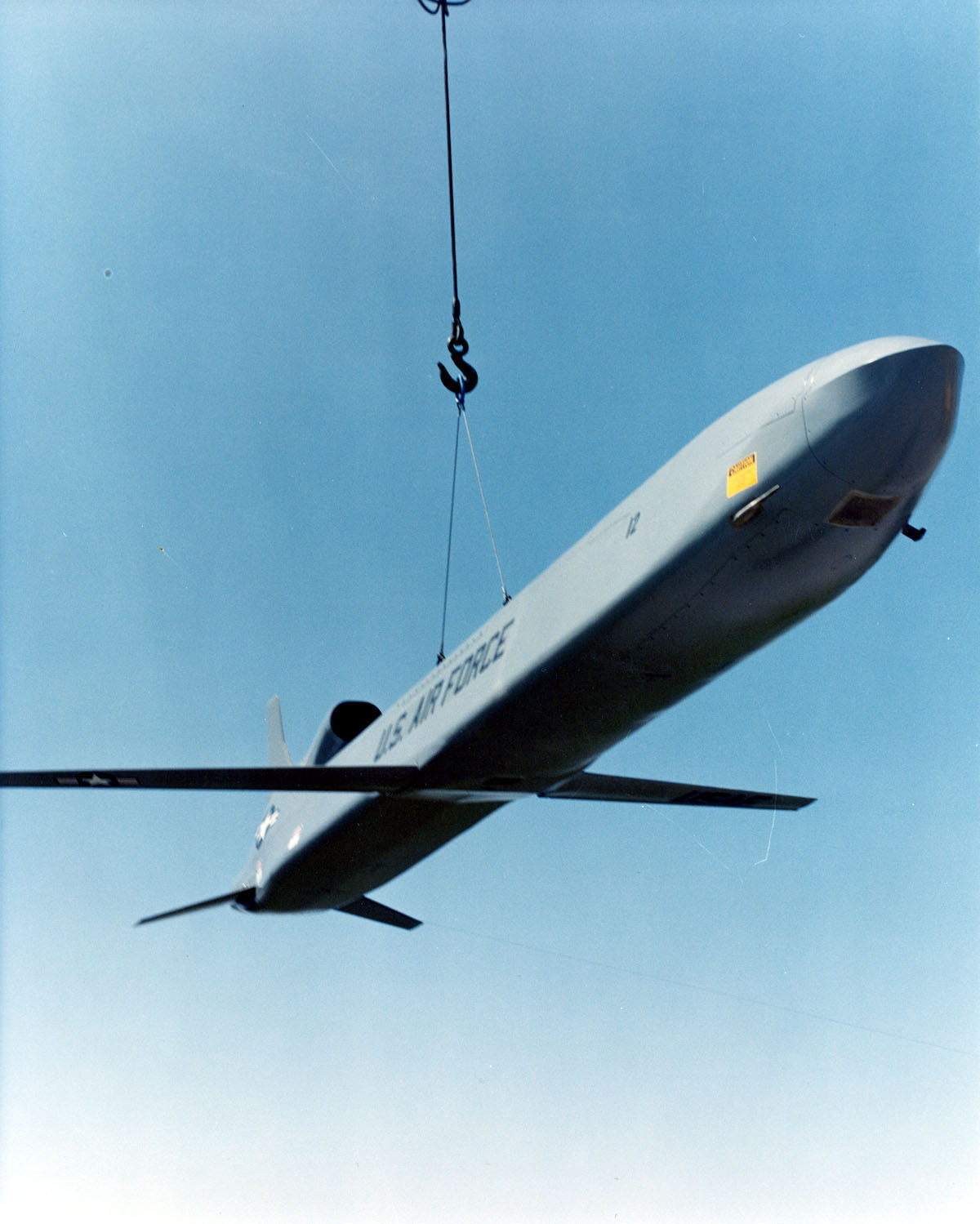
Boeing AGM-86B ALCM

Мелкосерийное производство ракет осуществлялось группой подрядчиков во главе с компанией «Боинг», ответственной за изготовление корпусов и аэродинамических элементов ракет, их конечную сборку и доставку стороне-заказчику. За исключением «Боинг», набор ассоциированных подрядчиков и производимой ими продукции был практически тем же самым, что и у крылатой ракеты «Томагавк», — ряд агрегатов двух ракет был взаимозаменяем (в частности двигатель и система наведения). Поскольку, в отличие от «Томагавка», «Эй-эл-си-эм» не имела противокорабельных модификаций, единственным исключением было отсутствие среди производителей элементов системы наведения компании «Тексас инструментс».

### Задействованные структуры
В производстве различных узлов и агрегатов ракет участвовали следующие коммерческие структуры:
Системная интеграция
- Корпус и аэродинамические элементы — Boeing Co., Сиэтл, Вашингтон[11];

Система наведения
- Система наведения — McDonnell Douglas Astronautics Co., Сент-Луис, Миссури[12];
- Встроенный электронно-вычислительный контрольно-измерительный прибор — Litton Guidance and Control Systems, Inc., Вудленд-Хиллз, Калифорния; Litton Systems Ltd, Торонто, Онтарио[12];
- Радиовысотомер — Honeywell International, Inc., Миннеаполис, Миннесота; Kollsman Instrument Co., Мерримак, Нью-Гэмпшир[12];

Силовая установка
- Маршевый двигатель — Williams Research Corp.[англ.], Уоллед-Лейк, Мичиган (разработка), Детройт, Мичиган (производство); Огден, Юта (производство); Teledyne Industries, Inc.[англ.], Teledyne CAE Division[англ.], Толидо, Огайо (производство)[13];
- Разгонный двигатель — Atlantic Research Corp., Александрия, Виргиния (разработка и производство)[14].

### Показатели производства
Программой-максимум допускалось переоборудование всех имеющихся самолётов B-52G и B-52H под размещение ALCM под крыльевыми пилонами и в бомбоотсеках (весь флот B-52G мог быть переоборудован под ALCM в течение от 2,5 до 3,5 лет плюс несколько месяцев на отдельное оборудование), что позволило бы иметь к 1990 году 5 тысяч ракет в арсенале ВВС на боевом дежурстве сделав их третьим компонентом ядерной триады (их «воздушно-реактивной ногой» говоря словами Командующего стратегической авиацией США генерала авиации Ричарда Эллиса, который был противником полномасштабного оснащения бомбардировщиков ALCM и вытеснения стандартной бомбовой нагрузки, потому и использовал применительно к ракетам такие выражения как «третья нога»). Возможности промышленности позволяли расширив и интенсифицировав производство довести арсенал до 10 тыс. к указанному сроку и даже раньше того на четыре года). Эту идею (полномасштабного развёртывания ALCM) поддерживал выше упомянутый вице-президент компании «Боинг» по маркетингу и экс-заместитель начальника сектора разработки стратегических и космических систем аппарата Министра обороны США Бенджамин Плаймэл. Однако даже в ходе слушаний по вопросу утверждения расходных статей военного бюджета вопрос не ставился таким образом. Неминуемым последствием — ответной реакцией, по мнению теоретиков применения стратегических ядерных сил США, стало бы количественное и качественное наращивание Советским Союзом арсенала зенитных ракетных вооружений дальнего и сверхдальнего действия для борьбы со средствами-носителями ракет ALCM до захода их в зону пуска. Поэтому тема увеличения показателей производства ракет не педалировалась военными чинами. Кроме того, не только ВВС но и два другие вида вооружённых сил — заказчика крылатых ракет (армия и флот), при заключении контрактов настаивали на том, чтобы рабочий день в три смены на предприятии-изготовителе не вводился на срок более чем пару месяцев (чтобы ограничить аппетиты крупного бизнеса, связанного с выполнением военных заказов). Поэтому, среднемесячные показатели производства в 1980-е годы не превышали три десятка ракет. Как отмечает Плаймэл, единого производственного плана не было, была совокупность норм поставки по 15, 30 и 45 ракет в месяц в зависимости от потребностей заказчика. Потенциал позволял довести эту цифру до 60 ракет в месяц (при полной загрузке мощностей по нормам мирного времени). В случае придания программе закупок статуса национальной показатели производства можно было довести до 150 и 300 ракет в месяц, но этого сделано не было по указанным выше соображениям практической целесообразности и экономии бюджетных средств.
Всего до 1986 года компанией «Боинг» с ассоциированными подрядчиками было произведено более 1715 ракет AGM-86B.
Средства-носители
Попутно с разработкой и принятием на вооружение ракеты шла программа переоборудования самолётов-носителей под размещение на внешней подвеске крылатых ракет (Cruise Missile Carriers или CMC), — обе дорогостоящие программы реализовывались инженерами «Боинг», что с одной стороны было выгодно корпоративному руководству, с другой стороны это сокращало объём бюрократических процедур при согласовании технических вопросов в сравнении с ситуацией, где подрядчиком работ по средству-носителю выступала бы иная компания.
Работы по усовершенствованию
Уже в 1982 году, генералитет ВВС прогнозировал со второй половины 1980-х гг. начало программ по созданию усовершенствованной модели ракеты (Advanced ALCM). Так оно впоследствии и вышло и в 1986 году «Боинг» начал модернизировать часть ракет AGM-86B к стандарту AGM-86C. Основным изменением является замена термоядерной БЧ на девятисоткилограммовую осколочно-фугасную. Данная программа получила обозначение CALCM (англ. Conventional ALCM). Она была реализована посредством заводской доработки сохранившихся складских запасов предыдущей модели AGM-86B подразделением Defence and Space Group на заводе в Ок-Ридже, Теннесси. Модификацию CALCM (AGM-86C) оснастили одноканальным приёмником системы спутниковой навигации GPS. Ракеты AGM-86C успешно применялись при обстрелах Ирака в ходе войны в Персидском заливе и в Югославии. Изначальный вариант конфигурации AGM-86C имеет обозначение CALCM Block 0. Впоследствии CALCM была доработана, первый опытный пуск с навигацией только по GPS был произведён 12 декабря 1997 года. Модифицированная CALCM (Block I и II) производилась подразделением Integrated Defense Systems на заводе в Сент-Чарльзе (Миссури).

## Устройство
Ракета AGM-86B оснащена одним турбореактивным двигателем Williams F107-WR-101 и термоядерной боевой частью переменной мощности W80-1. Управление ракетой в полёте осуществляется инерциальной навигационной системой Litton P-1000 от компании «Литтон системз», которая состоит из БЦВМ, инерциальной платформы и барометрического высотомера, масса системы составляет 11 кг. Крылья и рули складываются в фюзеляж и выпускаются через две секунды после запуска.

## Базирование
Бомбардировщики В-52Н позволяют разместить на борту до 20 ракет AGM-86B — в бомбоотсеке 8 ракет на CSRL, и 12 ракет на двух пилонах под крыльями.
Исходные пункты базирования подразделений самолётов-носителей ракет на боевом дежурстве в период постановки ракеты на вооружение в 1981—1982 гг. размещались на авиабазах: «Гриффисс» (Нью-Йорк), «Вуртсмит» (Мичиган), «Гранд-Форкс» (Северная Дакота), «Фэйрчайлд» (Вашингтон), «Икер» (Арканзас), «Карсвелл» (Техас), «Шривпорт» (Луизиана).
Учебный центр подготовки наземного обслуживающего персонала и операторов бортового вооружения по специальности «эксплуатация и боевое применение крылатых ракет воздушного базирования» был организован на авиабазе «Касл» (Калифорния). В 2007 году подразделения самолётов-носителей ракет базировались на авиабазах «Барксдейл» (Луизиана) и «Майнот» (Северная Дакота).

## Тактико-технические характеристики
Существует ряд модификаций этой ракеты, которые различаются в основном типом боезаряда, предельной дальностью полета, а также типом системы наведения.
| Базирование                      | Воздушное (B-52)                                                                                 | Воздушное (B-52)                                                                                 | Воздушное (B-52)                                                                                 | Воздушное (B-52)                                                                | Воздушное (B-52)                                                                | Воздушное (B-52)                                                                                     | Воздушное (B-52)                                                                                     |                                                    |                                                    |
| Начальная оперативная готовность | не развёртывалась                                                                                | не развёртывалась                                                                                | 1982                                                                                             | 1986                                                                            | 1996                                                                            | 2001                                                                                                 | 2002                                                                                                 |                                                    |                                                    |
| Дальность                        | 1200 км                                                                                          | 2400 км                                                                                          | 2400 км (~2800)                                                                                  |                                                                                 | ~1200 км                                                                        | | |                                                    |                                                    |
| Длина                            | 4,25 м                                                                                           | 5,94 м                                                                                           | 6,32 м                                                                                           | 6,32 м                                                                          | 6,32 м                                                                          | 6,32 м                                                                                               | 6,32 м                                                                                               |                                                    |                                                    |
| Размах крыла                     | 3,18 м                                                                                           | 3,65 м                                                                                           | 3,65 м                                                                                           | 3,65 м                                                                          | 3,65 м                                                                          | 3,65 м                                                                                               | 3,65 м                                                                                               |                                                    |                                                    |
| Диаметр                          | 0,62 м                                                                                           | 0,62 м                                                                                           | 0,62 м                                                                                           | 0,62 м                                                                          | 0,62 м                                                                          | 0,62 м                                                                                               | 0,62 м                                                                                               |                                                    |                                                    |
| Масса                            | 945 кг                                                                                           | 1242 кг                                                                                          | 1450 кг                                                                                          |                                                                                 | 1950 кг                                                                         | | |                                                    |                                                    |
| Скорость полёта                  | 775—1000 км/ч (0,65-0,85 М)                                                                      | 775—1000 км/ч (0,65-0,85 М)                                                                      | 775—1000 км/ч (0,65-0,85 М)                                                                      | 775—1000 км/ч (0,65-0,85 М)                                                     | 775—1000 км/ч (0,65-0,85 М)                                                     | 775—1000 км/ч (0,65-0,85 М)                                                                          | 775—1000 км/ч (0,65-0,85 М)                                                                          |                                                    |                                                    |
| Маршевый двигатель               | ТРДД Williams F107-WR-101 тягой 2,7 кН                                                           | ТРДД Williams F107-WR-101 тягой 2,7 кН                                                           | ТРДД Williams F107-WR-101 тягой 2,7 кН                                                           | ТРДД Williams F107-WR-101 тягой 2,7 кН                                          | ТРДД Williams F107-WR-101 тягой 2,7 кН                                          | ТРДД Williams F107-WR-101 тягой 2,7 кН                                                               | ТРДД Williams F107-WR-101 тягой 2,7 кН                                                               |                                                    |                                                    |
| Боевая часть                     | W80-1, термоядерная переменного энерговыделения (5-150 (200) кт)                                 | W80-1, термоядерная переменного энерговыделения (5-150 (200) кт)                                 | W80-1, термоядерная переменного энерговыделения (5-150 (200) кт)                                 | осколочно-фугасная 900 кг (AFX-760)                                             | осколочно-фугасная 1450 кг (PBXN-111)                                           | осколочно-фугасная 1450 кг (PBXN-111)                                                                | проникающая AUP-3M, 540 кг (PBXN-109)                                                                |                                                    |                                                    |
| Взрыватель                       | Контактного и неконтактного действия                                                             | Контактного и неконтактного действия                                                             | Контактного и неконтактного действия                                                             | FMU-139 A/B(2) контактного (в том числе с замедлением) и неконтактного действия | FMU-139 A/B(2) контактного (в том числе с замедлением) и неконтактного действия | FMU-139 A/B(2) контактного (в том числе с замедлением) и неконтактного действия                      | FMU-159/B с программным управлением точкой подрыва                                                   | FMU-159/B с программным управлением точкой подрыва | FMU-159/B с программным управлением точкой подрыва |
| Система управления               | инерциальная (ИНС) Litton P-1000 с коррекцией по рельефу местности (McDonnell Douglas AN/DPW-23) | инерциальная (ИНС) Litton P-1000 с коррекцией по рельефу местности (McDonnell Douglas AN/DPW-23) | инерциальная (ИНС) Litton P-1000 с коррекцией по рельефу местности (McDonnell Douglas AN/DPW-23) | Litton ИНС + коррекция от приёмника GPS 1-го поколения                          | Litton ИНС + коррекция от приёмника GPS 2-го поколения                          | Litton ИНС + коррекция от многоканального приёмника GPS 3-го поколения с высокой помехозащищённостью | Litton ИНС + коррекция от многоканального приёмника GPS 3-го поколения с высокой помехозащищённостью |                                                    |                                                    |
| Точность (КВО)                   | 80 м                                                                                             | 80 м                                                                                             | 80 м                                                                                             | 30 м                                                                            | 10 м                                                                            | 3 м                                                                                                  | 3 м                                                                                                  |                                                    |                                                    |

## Хронология
Источники : 

В скобках приводится период времени (месяцев) до начала или после начала опытно-конструкторских работ.
Стадия проектирования и проведения научно-исследовательских работ (AGM-86A)
- Февраль 1974 (-48) — подведение итогов I-го этапа работ, заключение контракта на изготовление опытного прототипа
- Октябрь 1975 (-28) — заключение контракта на разработку системы наведения
- 9 сентября 1976 (-17) — первый пуск управляемого опытного прототипа с аппаратурой TERCOM
- 30 ноября 1976 (-15) — завершение программы пусков с аппаратурой TERCOM
- Январь 1977 (-13) — подведение итогов II-го этапа работ
- Июнь 1977 (-8) — защита эскизного проекта

Стадия испытаний и опытно-конструкторских работ (AGM-86B)
- Февраль 1978 (0) — начало опытно-конструкторских работ/заключение контракта на проведение опытно-конструкторских работ c двумя потенциальными поставщиками, исходным (Boeing) и альтернативным (General Dynamics)
- Май 1979 (15) — начало стендовых испытаний опытного прототипа
- 17 июля 1979 (17) — старт конкурса между исходным и альтернативным поставщиками ракет (проекты AGM-86 и AGM-109 соответственно)
- 3 августа 1979 (18) — первый пуск управляемого опытного прототипа, оснащённого системой наведения начало испытаний и оценки тактико-технических данных ракет
- Октябрь 1979 (20) — подготовка к производству первой партии серийных образцов ракет (225 шт.)
- Март 1980 (25) — выбор в пользу исходного подрядчика (Boeing) в качестве основного поставщика ракет
- Апрель 1980 (26) — принятие решения об организации серийного производства
- Июнь 1980 (28) — инспекционная проверка готовности головного предприятия-подрядчика к организации серийного производства

Серийное производство
- 22 января 1980 (23) — завершение программы опытных пусков
- Март 1980 (25) — заказ первой партии серийных образцов ракет
- Апрель 1980 (26) — подведение итогов III-го этапа работ (A)
- 10 июня 1980 (28) — начало контрольных испытаний ракет основного и альтернативного поставщиков на надёжность, на отказ и на сопряжение с бортовой аппаратурой управления ракетным вооружением самолёта-носителя
- Октябрь 1980 (32) — подготовка к производству второй партии серийных образцов ракет (480 шт.)
- 5 мая 1981 (39) — завершение контрольных испытаний и оценки тактико-технических данных
- Сентябрь 1981 (43) — заступление сводного подразделения с ракетами на опытное дежурство с целью оценки степени боевой готовности
- Октябрь 1981 (44) — подготовка к производству третьей партии серийных образцов ракет (440 шт.)
- Ноябрь 1981 (45) — доставка первой партии серийных образцов ракет
- Декабрь 1982 (57) — начало доставки второй партии серийных образцов ракет
- Декабрь 1982 (58) — заступление первого оснащённого ракетами штатного подразделения на боевое дежурство
- Октябрь 1983 (68) — начало доставки третьей партии серийных образцов ракет
- Октябрь 1985 (92) — ввод в строй самолётов-носителей, переоборудованных под размещение ракет во внутреннем бомбоотсеке (8), помимо подкрыльевых узлов подвески (2 × 6)
- Май 1989 (135) — доставка последней серийной партии ракет согласно ранее утверждённому плану

## Операторы
- США

## Перспектива
Для замены ALCM планировалось заключить контракт на разработку новой авиационной крылатые ракеты большой дальности  Long-Range Stand-Off (LRSO). Она будет предназначена для самолётов B-52, B-2 и B-21.